# Přebor Jihomoravského kraje 2002/2003
V soubojích 43. ročníku Přeboru Jihomoravského kraje 2002/03 (jedna ze skupin 5. fotbalové ligy) se utkalo 16 týmů každý s každým dvoukolovým systémem podzim–jaro. Tento ročník začal v srpnu 2002 a skončil v červnu 2003.

## Nové týmy v sezoně 2002/03
- Z Divize D 2001/02 sestoupilo do Jihomoravského krajského přeboru mužstvo TJ Framoz Rousínov.
- Ze Středomoravského župního 2001/02 přešla mužstva FC Veselí nad Moravou, FK Šardice a SK Mogul Vacenovice.[1]
- Ze skupin I. A třídy Jihomoravské župy 2001/02 postoupila mužstva FC Boskovice (vítěz skupiny A), SK Olympia Ráječko (2. místo ve skupině A) a FC Pálava Mikulov (vítěz skupiny B).[2]

## Nejlepší střelec
Nejlepším střelcem se stal Jiří Jaroš z Bohunic, který vstřelil 22 branek.

## Konečná tabulka
Zdroj: 
| Poř. | Tým                       | Z  | V  | R | P  | VG | OG | B  |
| ---- | ------------------------- | -- | -- | - | -- | -- | -- | -- |
| 1.   | TJ Framoz Rousínov (S)    | 30 | 17 | 8 | 5  | 64 | 38 | 59 |
| 2.   | FC Boskovice (N)          | 30 | 18 | 4 | 8  | 58 | 35 | 58 |
| 3.   | FK Šardice                | 30 | 16 | 6 | 8  | 49 | 36 | 54 |
| 4.   | SK Olympia Ráječko (N)    | 30 | 15 | 6 | 9  | 58 | 37 | 51 |
| 5.   | FK MKZ Rájec-Jestřebí     | 30 | 15 | 5 | 10 | 58 | 42 | 50 |
| 6.   | Tatran Brno-Bohunice      | 30 | 14 | 7 | 9  | 74 | 49 | 49 |
| 7.   | SK Mogul Vacenovice       | 30 | 12 | 9 | 9  | 56 | 44 | 45 |
| 8.   | FC Veselí nad Moravou     | 30 | 12 | 6 | 12 | 52 | 55 | 42 |
| 9.   | FC Pálava Mikulov (N)     | 30 | 10 | 7 | 13 | 35 | 50 | 37 |
| 10.  | TJ Slavoj Velké Pavlovice | 30 | 10 | 7 | 13 | 49 | 56 | 37 |
| 11.  | TJ ČKD Blansko            | 30 | 10 | 6 | 14 | 43 | 68 | 36 |
| 12.  | ČAFC Židenice Brno        | 30 | 9  | 8 | 13 | 42 | 41 | 35 |
| 13.  | TJ Sokol Hrušky           | 30 | 9  | 5 | 16 | 40 | 61 | 32 |
| 14.  | SK Slavkov u Brna         | 30 | 9  | 5 | 16 | 41 | 52 | 32 |
| 15.  | RAFK Rajhrad              | 30 | 8  | 4 | 18 | 39 | 65 | 28 |
| 16.  | FK Best Kunštát           | 30 | 7  | 5 | 18 | 42 | 71 | 26 |

Poznámky:
- Z = Odehrané zápasy; V = Vítězství; R = Remízy; P = Prohry; VG = Vstřelené góly; OG = Obdržené góly; B = Body; (S) = Mužstvo sestoupivší z vyšší soutěže; (N) = Mužstvo postoupivší z nižší soutěže (nováček)
- O pořadí na 9. a 10. místě rozhodla bilance vzájemných zápasů: Mikulov – Velké Pavlovice 0:0, Velké Pavlovice – Mikulov 2:5[4][5]
- O pořadí na 13. a 14. místě rozhodla bilance vzájemných zápasů: Hrušky – Slavkov 2:0, Slavkov – Hrušky 0:0[4][5]

|  | Postup do Divize D 2003/04                                |
|  | Sestup do I. A třídy Jihomoravského kraje – sk. A 2003/04 |
|  | Sestup do I. A třídy Jihomoravského kraje – sk. B 2003/04 |